# Alex Antonitsch
Alex Antonitsch (Villach, 8 de fevereiro de 1966) é um ex-tenista profissional austríaco.